# Artur Arrakelian
Artur Arrakelian (orm. Արթուր Առաքելյան ; ur. 1 lutego 1987) – ormiański zapaśnik walczący w stylu wolnym. Zajął piąte miejsce na mistrzostwach świata w 2013.  Ósmy na mistrzostwach Europy w 2009. Dziesiąty w Pucharze Świata w 2014. Brązowy medalista ME juniorów w 2005. Wicemistrz Europy kadetów w 2004 roku.